# Seznam medailistek na mistrovství světa ve sportovní gymnastice

## Víceboj
| Rok     | Místo                             | Zlato                                  | Stříbro                           | Bronz                             |
| ------- | --------------------------------- | -------------------------------------- | --------------------------------- | --------------------------------- |
| MS 1934 | Budapešť                          | Vlasta Děkanová                        | Margit Kalcosaly                  | Janina Skirklinska                |
| MS 1938 | Praha                             | Vlasta Děkanová                        | Zdeňka Veřmiřovská                | Matylda Pálfyová                  |
| 1942    | Nekonalo se (druhá světová válka) | Nekonalo se (druhá světová válka)      | Nekonalo se (druhá světová válka) | Nekonalo se (druhá světová válka) |
| MS 1950 | Basilej                           | Helena Rakoczyová                      | Anna Petersen                     | Gertrude Kolar                    |
| MS 1954 | Řím                               | Galina Rudiková                        | Eva Bosáková                      | Helena Rakoczyová                 |
| MS 1958 | Moskva                            | Larisa Latyninová                      | Eva Bosáková                      | Tamara Maninová                   |
| MS 1962 | Praha                             | Larisa Latyninová                      | Věra Čáslavská                    | Irina Pěrvušina                   |
| MS 1966 | Dortmund                          | Věra Čáslavská                         | Natalja Kučinská                  | Keiko Ikedaová                    |
| MS 1970 | Lublaň                            | Ljudmila Turiščevová                   | Erika Zuchold                     | Zinaida Voroninová                |
| MS 1974 | Varna                             | Ljudmila Turiščevová                   | Olga Korbutová                    | Angelika Hellmann                 |
| MS 1978 | Štrasburk                         | Jelena Muchinová                       | Nelli Kimová                      | Natalja Šapošnikovová             |
| MS 1979 | Fort Worth                        | Nelli Kimová                           | Maxi Gnaucková                    | Melita Ruhn                       |
| MS 1981 | Moskva                            | Olga Bičerovová                        | Marija Filatovová                 | Jelena Davydovová                 |
| MS 1983 | Budapešť                          | Natalja Jurčenková                     | Olga Mostěpanovová                | Ecaterina Szabóová                |
| MS 1985 | Montréal                          | Jelena Šušunovová Oksana Omeljančiková | bez umístění                      | Dagmar Kersten                    |
| MS 1987 | Rotterdam                         | Aurelia Dobreová                       | Jelena Šušunovová                 | Daniela Silivaşová                |
| MS 1989 | Stuttgart                         | Světlana Boginská                      | Natalja Laščonovová               | Olga Straževová                   |
| MS 1991 | Indianapolis                      | Kim Zmeskalová                         | Světlana Boginská                 | Cristina Bontaş                   |
| 1992    | Paříž                             | Nekonalo se                            | Nekonalo se                       | Nekonalo se                       |
| MS 1993 | Birmingham                        | Shannon Millerová                      | Gina Gogean                       | Taťjana Lysenková                 |
| MS 1994 | Brisbane                          | Shannon Millerová                      | Lavinia Miloșoviciová             | Dina Kočetkovová                  |
| MS 1995 | Sabae                             | Lilia Podkopajevová                    | Světlana Chorkinová               | Lavinia Miloșoviciová             |
| 1996    | San Juan                          | Nekonalo se                            | Nekonalo se                       | Nekonalo se                       |
| MS 1997 | Lausanne                          | Světlana Chorkinová                    | Simona Amanarová                  | Jelena Produnovová                |
| MS 1999 | Tchien-ťin                        | Maria Olaruová                         | Viktorija Karpenko                | Jelena Zamolodčikovová            |
| MS 2001 | Gent                              | Světlana Chorkinová                    | Natalja Ziganšinová               | Andreea Răducanová                |
| 2002    | Debrecín                          | Nekonalo se                            | Nekonalo se                       | Nekonalo se                       |
| MS 2003 | Anaheim                           | Světlana Chorkinová                    | Carly Pattersonová                | Čang Nan                          |
| MS 2005 | Melbourne                         | Chellsie Memmelová                     | Nastia Liukinová                  | Monette Russo                     |
| MS 2006 | Aarhus                            | Vanessa Ferrariová                     | Jana Bieger                       | Sandra Izbaşa                     |
| MS 2007 | Stuttgart                         | Shawn Johnsonová                       | Steliana Nistor                   | Jade Barbosa Vanessa Ferrariová   |
| MS 2009 | Londýn                            | Bridget Sloanová                       | Rebecca Bross                     | Koko Curumi                       |
| MS 2010 | Rotterdam                         | Alija Mustafinová                      | Ťiang Jü-jüan                     | Rebecca Bross                     |
| MS 2011 | Tokio                             | Jordyn Wieberová                       | Viktorija Komovová                | Jao Ťin-nan                       |
| MS 2013 | Antverpy                          | Simone Bilesová                        | Kyla Ross                         | Alija Mustafinová                 |
| MS 2014 | Nan-ning                          | Simone Bilesová                        | Larisa Iordache                   | Kyla Ross                         |
| MS 2015 | Glasgow                           | Simone Bilesová                        | Gabby Douglasová                  | Larisa Iordache                   |
| MS 2017 | Montréal                          | Morgan Hurdová                         | Ellie Blacková                    | Jelena Jereminová                 |
| MS 2018 | Dauhá                             | Simone Bilesová                        | Mai Murakamiová                   | Morgan Hurdová                    |
| MS 2019 | Stuttgart                         | Simone Bilesová                        | Tang Xijing                       | Angelina Melnikovová              |
| MS 2021 | Kitakjúšú                         | Angelina Melnikovová                   | Leanne Wong                       | Kayla DiCello                     |
| MS 2022 | Liverpool                         | Rebeca Andradeová                      | Shilese Jonesová                  | Jessica Gadirová                  |
| MS 2023 | Antverpy                          | Simone Bilesová                        | Rebeca Andradeová                 | Shilese Jonesová                  |
| MS 2025 | Jakarta                           | neznámá vlajka                         | neznámá vlajka                    | neznámá vlajka                    |

## Kladina
| Rok     | Místo        | Zlato                 | Stříbro                               | Bronz                                 |
| ------- | ------------ | --------------------- | ------------------------------------- | ------------------------------------- |
| MS 1950 | Basilej      | Helena Rakoczyová     | Marja Nutti                           | Licia Macchini                        |
| MS 1954 | Řím          | Keiko Tanaka          | Eva Bosáková                          | Ágnes Keletiová                       |
| MS 1958 | Moskva       | Larisa Latyninová     | Sofja Muratovová                      | Keiko Tanakaová                       |
| MS 1962 | Praha        | Eva Bosáková          | Larisa Latyninová                     | Aniko Ducza Keiko Ikedaová            |
| MS 1966 | Dortmund     | Natalja Kučinská      | Věra Čáslavská                        | Larisa Petriková                      |
| MS 1970 | Lublaň       | Erika Zuchold         | Cathy Rigby                           | Christine Schmitt Larisa Petriková    |
| MS 1974 | Varna        | Ljudmila Turiščevová  | Olga Korbutová                        | Nelli Kimová                          |
| MS 1978 | Štrasburk    | Nadia Comaneciová     | Jelena Muchinová                      | Emilia Eberleová                      |
| MS 1979 | Fort Worth   | Věra Černá            | Nelli Kimová                          | Regina Grabolle                       |
| MS 1981 | Moskva       | Maxi Gnaucková        | Chen Yongyan                          | Wu Jiani Tracee Talavera              |
| MS 1983 | Budapešť     | Olga Mostěpanovová    | Hana Říčná                            | Lavinia Agache                        |
| MS 1985 | Montréal     | Daniela Silivaşová    | Ecaterina Szabóová                    | Jelena Šušunovová                     |
| MS 1987 | Rotterdam    | Aurelia Dobre         | Jelena Šušunovová                     | Ecaterina Szabóová                    |
| MS 1989 | Stuttgart    | Daniela Silivaşová    | Olesja Dudniková                      | Gabriela Potoracová                   |
| MS 1991 | Indianapolis | Světlana Boginská     | Taťjana Gucuová                       | Lavinia Miloșoviciová Elizabeth Okino |
| MS 1992 | Paříž        | Kim Zmeskalová        | Li Yifang Maria Neculiţă              | bez umístění                          |
| MS 1993 | Birmingham   | Lavinia Miloșoviciová | Dominique Dawes                       | Gina Gogean                           |
| MS 1994 | Brisbane     | Shannon Millerová     | Lilia Podkopajevová                   | Oxana Fabrichnovová                   |
| MS 1995 | Sabae        | Mo Huilan             | Lilia Podkopajevová Dominique Moceanu | bez umístění                          |
| MS 1996 | San Juan     | Dina Kočetkovová      | Alexandra Marinescu                   | Liu Xuan Dominique Dawes              |
| MS 1997 | Lausanne     | Gina Gogean           | Světlana Chorkinová                   | Kui Yuan-Yuan                         |
| MS 1999 | Tchien-ťin   | Ling Jie              | Andreea Răducanová                    | Olha Rozščupkinová                    |
| MS 2001 | Gent         | Andreea Răducanová    | Ljudmila Ježovová                     | Sun Xiaojiao                          |
| MS 2002 | Debrecín     | Ashley Postell        | Oana Mihaela Ban                      | Irina Jarocká                         |
| MS 2003 | Anaheim      | Fan Ye                | Cătălina Ponorová                     | Ljudmila Ježovová                     |
| MS 2005 | Melbourne    | Nastia Liukinová      | Chellsie Memmel                       | Cătălina Ponorová                     |
| MS 2006 | Aarhus       | Iryna Krasnianska     | Sandra Izbaşa                         | Elyse Hopfner-Hibbs                   |
| MS 2007 | Stuttgart    | Nastia Liukinová      | Steliana Nistor Li Shanshan           | bez umístění                          |
| MS 2009 | Londýn       | Deng Linlin           | Lauren Mitchellová                    | Ivana Hong                            |
| MS 2010 | Rotterdam    | Ana Porgrasová        | Rebecca Bross Deng Linlin             | bez umístění                          |
| MS 2011 | Tokio        | Sui Lu                | Yao Jinnan                            | Jordyn Wieberová                      |
| MS 2013 | Antverpy     | Alija Mustafinová     | Kyla Ross                             | Simone Bilesová                       |
| MS 2014 | Nan-ning     | Simone Bilesová       | Bai Yawen                             | Alija Mustafinová                     |
| MS 2015 | Glasgow      | Simone Bilesová       | Sanne Weversová                       | Pauline Schäferová                    |
| MS 2017 | Montréal     | Pauline Schäferová    | Morgan Hurdová                        | Tabea Altová                          |
| MS 2018 | Dauhá        | Liu Tingting          | Anne-Marie Padurariu                  | Simone Bilesová                       |
| MS 2019 | Stuttgart    | Simone Bilesová       | Liu Tingting                          | Li Shijia                             |
| MS 2021 | Kitakjúšú    | Urara Ashikawa        | Pauline Schäfer                       | Mai Murakami                          |
| MS 2022 | Liverpool    | Hazuki Watanabe       | Ellie Blacková                        | Shoko Miyata                          |
| MS 2023 | Antverpy     | Simone Bilesová       | Čou Ja-čchin                          | Rebeca Andradeová                     |
| MS 2025 | Jakarta      | neznámá vlajka        | neznámá vlajka                        | neznámá vlajka                        |

## Prostná
| Rok     | Místo        | Zlato                                  | Stříbro                            | Bronz                                   |
| ------- | ------------ | -------------------------------------- | ---------------------------------- | --------------------------------------- |
| MS 1950 | Basilej      | Helena Rakoczyová                      | Tereza Kočišová                    | Stefania Reindlová                      |
| MS 1954 | Řím          | Tamara Maninová                        | Eva Bosáková                       | Marija Gorochovská                      |
| MS 1958 | Moskva       | Eva Bosáková                           | Larisa Latyninová                  | Keiko Tanakaová                         |
| MS 1962 | Praha        | Larisa Latyninová                      | Irina Pervuškinová                 | Věra Čáslavská                          |
| MS 1966 | Dortmund     | Natalja Kučinská                       | Věra Čáslavská                     | Zinaida Druginová                       |
| MS 1970 | Lublaň       | Ljudmila Turiščevová                   | Olga Karasjovová                   | Zinaida Voroninová                      |
| MS 1974 | Varna        | Ljudmila Turiščevová                   | Olga Korbutová                     | Elvira Saadiová Rusudan Sicharulidzeová |
| MS 1978 | Štrasburk    | Nelli Kimová Jelena Muchinová          | bez umístění                       | Emilia Eberleová Kathy Johnsonová       |
| MS 1979 | Fort Worth   | Emilia Eberleová                       | Nelli Kimová                       | Melita Ruhnová                          |
| MS 1981 | Moskva       | Natalja Iljenková                      | Jelena Davydovová                  | Zoja Grančarovová                       |
| MS 1983 | Budapešť     | Ecaterina Szabóová                     | Olga Mostěpanovová                 | Borjana Stojanovová                     |
| MS 1985 | Montréal     | Oksana Omeljančiková                   | Jelena Šušunovová                  | Ulrike Klotzová                         |
| MS 1987 | Rotterdam    | Daniela Silivaşová Jelena Šušunovová   | bez umístění                       | Aurelia Dobreová                        |
| MS 1989 | Stuttgart    | Daniela Silivaşová Světlana Boginská   | bez umístění                       | Cristina Bontaşová                      |
| MS 1991 | Indianapolis | Cristina Bontaşová Oksana Čusovitinová | bez umístění                       | Kim Zmeskalová                          |
| MS 1992 | Paříž        | Kim Zmeskalová                         | Henrietta Ónodiová                 | Maria Neculiţăová Taťjana Lysenková     |
| MS 1993 | Birmingham   | Shannon Millerová                      | Gina Gogeanová                     | Natalja Bobrovová                       |
| MS 1994 | Brisbane     | Dina Kočetkovová                       | Lavinia Miloșoviciová              | Gina Gogeanová                          |
| MS 1995 | Sabae        | Gina Gogeanová                         | Ťi Li-ja                           | Ludivine Furnonová                      |
| MS 1996 | San Juan     | Kchuej Jüan-jüan Gina Gogeanová        | bez umístění                       | Ljubov Šeremetová Lavinia Miloșoviciová |
| MS 1997 | Lausanne     | Gina Gogeanová                         | Světlana Chorkinová                | Jelena Produnovová                      |
| MS 1999 | Tchien-ťin   | Andreea Răducanová                     | Simona Amanarová                   | Světlana Chorkinová                     |
| MS 2001 | Gent         | Andreea Răducanová                     | Daniele Hypólitová                 | Světlana Chorkinová                     |
| MS 2002 | Debrecín     | Elena Gómezová                         | Verona van de Leurová              | Samantha Sheehanová                     |
| MS 2003 | Anaheim      | Daiane dos Santosová                   | Cătălina Ponorová                  | Elena Gómezová                          |
| MS 2005 | Melbourne    | Alicia Sacramoneová                    | Anastasia Liukinová                | Suzanne Harmesová                       |
| MS 2006 | Aarhus       | Čcheng Fej                             | Jana Biegerová                     | Vanessa Ferrariová                      |
| MS 2007 | Stuttgart    | Shawn Johnsonová                       | Alicia Sacramoneová                | Cassy Vericelová                        |
| MS 2009 | Londýn       | Elizabeth Tweddleová                   | Lauren Mitchellová                 | Suej Lu                                 |
| MS 2010 | Rotterdam    | Lauren Mitchellová                     | Alija Mustafinová Diana Chelaruová | bez umístění                            |
| MS 2011 | Tokio        | Xenija Afanasjevová                    | Suej Lu                            | Aly Raismanová                          |
| MS 2013 | Antverpy     | Simone Bilesová                        | Vanessa Ferrariová                 | Larisa Iordacheová                      |
| MS 2014 | Nan-ning     | Simone Bilesová                        | Larisa Iordacheová                 | Alija Mustafinová                       |
| MS 2015 | Glasgow      | Simone Bilesová                        | Xenija Afanasjevová                | Maggie Nichols                          |
| MS 2017 | Montréal     | Mai Murakamiová                        | Jade Careyová                      | Claudia Fragapaneová                    |
| MS 2018 | Dauhá        | Simone Bilesová                        | Morgan Hurdová                     | Mai Murakamiová                         |
| MS 2019 | Stuttgart    | Simone Bilesová                        | Sunisa Leeová                      | Angelina Melnikovová                    |
| MS 2021 | Kitakjúšú    | Mai Murakamiová                        | Angelina Melnikovová               | Leanne Wongová                          |
| MS 2022 | Liverpool    | Jessica Gadirová                       | Jordan Chilesvá                    | Rebeca Andradeová Jade Careyová         |
| MS 2023 | Antverpy     | Simone Bilesová                        | Rebeca Andradeová                  | Flávia Saraivaová                       |
| MS 2025 | Jakarta      | neznámá vlajka                         | neznámá vlajka                     | neznámá vlajka                          |

## Bradla
| Rok     | Místo        | Zlato                                                         | Stříbro                           | Bronz                               |
| ------- | ------------ | ------------------------------------------------------------- | --------------------------------- | ----------------------------------- |
| MS 1950 | Basilej      | Gertrude Kolar Anna Petersen                                  | bez umístění                      | Helena Rakoczyová                   |
| MS 1954 | Řím          | Ágnes Keletiová                                               | Galina Rudiko                     | Helena Rakoczyová                   |
| MS 1958 | Moskva       | Larisa Latyninová                                             | Eva Bosáková                      | Polina Astachovová                  |
| MS 1962 | Praha        | Irina Pervušinová                                             | Eva Bosáková                      | Larisa Latyninová                   |
| MS 1966 | Dortmund     | Natalja Kučinská                                              | Keiko Ikedaová                    | Taniko Mitsukuri                    |
| MS 1970 | Lublaň       | Karin Janzová                                                 | Ljudmila Turiščevová              | Zinaida Voroninová                  |
| MS 1974 | Varna        | Annelore Zinke                                                | Olga Korbutová                    | Ljudmila Turiščevová                |
| MS 1978 | Štrasburk    | Marcia Frederick                                              | Jelena Muchinová                  | Emilia Eberleová                    |
| MS 1979 | Fort Worth   | Ma Yanhong Maxi Gnaucková                                     | bez umístění                      | Emilia Eberleová                    |
| MS 1981 | Moskva       | Maxi Gnaucková                                                | Ma Yanhong                        | Jelena Davydovová Julianne McNamara |
| MS 1983 | Budapešť     | Maxi Gnaucková                                                | Lavinia Agache Ecaterina Szabóová | bez umístění                        |
| MS 1985 | Montréal     | Gabriele Faehnrich                                            | Dagmar Kersten                    | Hana Říčná                          |
| MS 1987 | Rotterdam    | Dörte Thümmler Daniela Silivaşová                             | bez umístění                      | Jelena Šušunovová                   |
| MS 1989 | Stuttgart    | Fan Di Daniela Silivaşová                                     | bez umístění                      | Olga Straževová                     |
| MS 1991 | Indianapolis | Kim Gwang Suk                                                 | Taťjana Gucuová Shannon Millerová | bez umístění                        |
| MS 1992 | Paříž        | Lavinia Miloșoviciová                                         | Elizabeth Okino                   | Mirela Paşca                        |
| MS 1993 | Birmingham   | Shannon Millerová                                             | Dominique Dawes                   | Andreea Cacovean                    |
| MS 1994 | Brisbane     | Luo Li                                                        | Světlana Chorkinová               | Dina Kočetkovová                    |
| MS 1995 | Sabae        | Světlana Chorkinová                                           | Mo Huilan Lilia Podkopajevová     | bez umístění                        |
| MS 1996 | San Juan     | Elena Piskun Světlana Chorkinová                              | bez umístění                      | Isabelle Severino                   |
| MS 1997 | Lausanne     | Světlana Chorkinová                                           | Meng Fei                          | Bi Wenjing                          |
| MS 1999 | Tchien-ťin   | Světlana Chorkinová                                           | Huang Mandan                      | Ling Jie                            |
| MS 2001 | Gent         | Světlana Chorkinová                                           | Renske Endel                      | Katie Heenan                        |
| MS 2002 | Debrecín     | Courtney Kupets                                               | Oana Petrovschi                   | Ljudmila Ježovová                   |
| MS 2003 | Anaheim      | Hollie Vise Chellsie Memmel                                   | bez umístění                      | Elizabeth Tweddle                   |
| MS 2005 | Melbourne    | Nastia Liukinová                                              | Chellsie Memmel                   | Elizabeth Tweddle                   |
| MS 2006 | Aarhus       | Elizabeth Tweddle                                             | Nastia Liukinová                  | Vanessa Ferrariová                  |
| MS 2007 | Stuttgart    | Ksenia Semenova                                               | Nastia Liukinová                  | Yang Yilin                          |
| MS 2009 | Londýn       | He Kexin                                                      | Koko Tsurumi                      | Ana Porgrasová Rebecca Bross        |
| MS 2010 | Rotterdam    | Elizabeth Tweddle                                             | Alija Mustafinová                 | Rebecca Bross                       |
| MS 2011 | Tokio        | Viktorija Komovová                                            | Tatiana Nabieva                   | Huang Qiushuang                     |
| MS 2013 | Antverpy     | Huang Huidan                                                  | Kyla Ross                         | Alija Mustafinová                   |
| MS 2014 | Nan-ning     | Yao Jinnan                                                    | Huang Huidan                      | Daria Spiridonova                   |
| MS 2015 | Glasgow      | Fan Yilin Madison Kocian Viktorija Komovová Daria Spiridonova | bez umístění                      | bez umístění                        |
| MS 2017 | Montréal     | Fan Yilin                                                     | Jelena Jereminová                 | Nina Derwael                        |
| MS 2018 | Dauhá        | Nina Derwaelová                                               | Simone Bilesová                   | Elisabeth Seitzová                  |
| MS 2019 | Stuttgart    | Nina Derwaelová                                               | Becky Downieová                   | Sunisa Leeová                       |
| MS 2021 | Kitakjúšú    | Wei Xiaoyuan                                                  | Rebeca Andradeová                 | Luo Rui                             |
| MS 2022 | Liverpool    | Wei Xiaoyuan                                                  | Shilese Jonesová                  | Nina Derwaelová                     |
| MS 2023 | Antverpy     | Qiu Qiyuan                                                    | Kaylia Nemourová                  | Shilese Jonesová                    |
| MS 2025 | Jakarta      | neznámá vlajka                                                | neznámá vlajka                    | neznámá vlajka                      |

## Přeskok
| Rok     | Místo        | Zlato                                | Stříbro                                            | Bronz                             |
| ------- | ------------ | ------------------------------------ | -------------------------------------------------- | --------------------------------- |
| MS 1950 | Basilej      | Helena Rakoczyová                    | Gertrude Kolar                                     | Alexandrine Lemoine               |
| MS 1954 | Řím          | Anna Petersen Tamara Maninová        | bez umístění                                       | Evy Berggren                      |
| MS 1958 | Moskva       | Larisa Latyninová                    | Sofja Muratovová Lidija Kalininová Tamara Maninová | bez umístění                      |
| MS 1962 | Praha        | Věra Čáslavská                       | Larisa Latyninová                                  | Tamara Maninová                   |
| MS 1966 | Dortmund     | Věra Čáslavská                       | Erika Zuchold                                      | Natalja Kučinská                  |
| MS 1970 | Lublaň       | Erika Zuchold                        | Karin Janzová                                      | Ljudmila Turiščevová Ljubov Burda |
| MS 1974 | Varna        | Olga Korbutová                       | Ljudmila Turiščevová                               | Božena Perdykulová                |
| MS 1978 | Štrasburk    | Nelli Kimová                         | Nadia Comaneciová                                  | Steffi Kraker                     |
| MS 1979 | Fort Worth   | Dumitriţa Turner                     | Stella Zacharovová                                 | Nelli Kimová Steffi Kraker        |
| MS 1981 | Moskva       | Maxi Gnaucková                       | Stella Zacharovová                                 | Steffi Kraker                     |
| MS 1983 | Budapešť     | Borjana Stojanovová                  | Lavinia Agache Ecaterina Szabóová                  | bez umístění                      |
| MS 1985 | Montréal     | Jelena Šušunovová                    | Ecaterina Szabóová                                 | Dagmar Kersten                    |
| MS 1987 | Rotterdam    | Jelena Šušunovová                    | Eugenia Golea                                      | Aurelia Dobre                     |
| MS 1989 | Stuttgart    | Olesja Dudniková                     | Cristina Bontaş Brandy Johnson                     | bez umístění                      |
| MS 1991 | Indianapolis | Lavinia Miloșoviciová                | Henrietta Ónodiová Oksana Čusovitinová             | bez umístění                      |
| MS 1992 | Paříž        | Henrietta Ónodiová                   | Světlana Boginská                                  | Oksana Čusovitinová               |
| MS 1993 | Birmingham   | Elena Piskun                         | Lavinia Miloșoviciová                              | Oksana Čusovitinová               |
| MS 1994 | Brisbane     | Gina Gogean                          | Světlana Chorkinová                                | Lavinia Miloșoviciová             |
| MS 1995 | Sabae        | Lilia Podkopajevová Simona Amanarová | bez umístění                                       | Gina Gogean                       |
| MS 1996 | San Juan     | Gina Gogean                          | Simona Amanarová                                   | Annia Portuondo                   |
| MS 1997 | Lausanne     | Simona Amanarová                     | Zhou Duan                                          | Gina Gogean                       |
| MS 1999 | Tchien-ťin   | Jelena Zamolodčikovová               | Simona Amanarová                                   | Maria Olaru                       |
| MS 2001 | Gent         | Světlana Chorkinová                  | Oksana Čusovitinová                                | Andreea Răducanová                |
| MS 2002 | Debrecín     | Jelena Zamolodčikovová               | Natalja Ziganšinová                                | Oksana Čusovitinová               |
| MS 2003 | Anaheim      | Oksana Čusovitinová                  | Kang Yun Mi Jelena Zamolodčikovová                 | bez umístění                      |
| MS 2005 | Melbourne    | Cheng Fei                            | Oksana Čusovitinová                                | Alicia Sacramone                  |
| MS 2006 | Aarhus       | Cheng Fei                            | Alicia Sacramone                                   | Oksana Čusovitinová               |
| MS 2007 | Stuttgart    | Cheng Fei                            | Hong Su Jong                                       | Alicia Sacramone                  |
| MS 2009 | Londýn       | Kayla Williams                       | Ariella Kaeslin                                    | Youna Dufournet                   |
| MS 2010 | Rotterdam    | Alicia Sacramone                     | Alija Mustafinová                                  | Jade Barbosa                      |
| MS 2011 | Tokio        | McKayla Maroney                      | Oksana Čusovitinová                                | Thi Ha Thanh Phan                 |
| MS 2013 | Antverpy     | McKayla Maroney                      | Simone Bilesová                                    | Hong Un-Jong                      |
| MS 2014 | Nan-ning     | Hong Un-Jong                         | Simone Bilesová                                    | Mykayla Skinner                   |
| MS 2015 | Glasgow      | Marija Paseka                        | Hong Un-jong                                       | Simone Bilesová                   |
| MS 2017 | Montréal     | Marija Paseka                        | Jade Carey                                         | Giulia Steingruberová             |
| MS 2018 | Dauhá        | Simone Bilesová                      | Shallon Olsenová                                   | Alexa Moreno                      |
| MS 2019 | Stuttgart    | Simone Bilesová                      | Jade Careyová                                      | Ellie Downieová                   |
| MS 2021 | Kitakjúšú    | Rebeca Andradeová                    | Asia D'Amato                                       | Angelina Melnikovová              |
| MS 2022 | Liverpool    | Jade Careyová                        | Jordan Chilesová                                   | Coline Devillardová               |
| MS 2023 | Antverpy     | Rebeca Andradeová                    | Simone Bilesová                                    | Yeo Seo-jeong                     |
| MS 2025 | Jakarta      | neznámá vlajka                       | neznámá vlajka                                     | neznámá vlajka                    |

## Družstva
| Rok     | Místo                             | Zlato                             | Stříbro                           | Bronz                             |
| ------- | --------------------------------- | --------------------------------- | --------------------------------- | --------------------------------- |
| MS 1934 | Budapešť                          | Československo                    | Maďarsko                          | Polsko                            |
| MS 1938 | Praha                             | Československo                    | Jugoslávie                        | Polsko                            |
| 1942    | Nekonalo se - Druhá světová válka | Nekonalo se - Druhá světová válka | Nekonalo se - Druhá světová válka | Nekonalo se - Druhá světová válka |
| MS 1950 | Basilej                           | Švédsko                           | Francie                           | Itálie                            |
| MS 1954 | Řím                               | Sovětský svaz                     | Maďarsko                          | Československo                    |
| MS 1958 | Moskva                            | Sovětský svaz                     | Československo                    | Rumunsko                          |
| MS 1962 | Praha                             | Sovětský svaz                     | Československo                    | Japonsko                          |
| MS 1966 | Dortmund                          | Československo                    | Sovětský svaz                     | Japonsko                          |
| MS 1970 | Lublaň                            | Sovětský svaz                     | Německá demokratická republika    | Československo                    |
| MS 1974 | Varna                             | Sovětský svaz                     | Německá demokratická republika    | Maďarsko                          |
| MS 1978 | Štrasburk                         | Sovětský svaz                     | Rumunsko                          | Německá demokratická republika    |
| MS 1979 | Fort Worth                        | Rumunsko                          | Sovětský svaz                     | Německá demokratická republika    |
| MS 1981 | Moskva                            | Sovětský svaz                     | Čína                              | Německá demokratická republika    |
| MS 1983 | Budapešť                          | Sovětský svaz                     | Rumunsko                          | Německá demokratická republika    |
| MS 1985 | Montréal                          | Sovětský svaz                     | Rumunsko                          | Německá demokratická republika    |
| MS 1987 | Rotterdam                         | Rumunsko                          | Sovětský svaz                     | Německá demokratická republika    |
| MS 1989 | Stuttgart                         | Sovětský svaz                     | Rumunsko                          | Čína                              |
| MS 1991 | Indianapolis                      | Sovětský svaz                     | Spojené státy americké            | Rumunsko                          |
| 1992    | Paříž                             | Nekonalo se                       | Nekonalo se                       | Nekonalo se                       |
| 1993    | Birmingham                        | Nekonalo se                       | Nekonalo se                       | Nekonalo se                       |
| MS 1994 | Dortmund                          | Rumunsko                          | Spojené státy americké            | Rusko                             |
| MS 1995 | Sabae                             | Rumunsko                          | Čína                              | Spojené státy americké            |
| 1996    | San Juan                          | Nekonalo se                       | Nekonalo se                       | Nekonalo se                       |
| MS 1997 | Lausanne                          | Rumunsko                          | Rusko                             | Čína                              |
| MS 1999 | Tchien-ťin                        | Rumunsko                          | Rusko                             | Ukrajina                          |
| MS 2001 | Gent                              | Rumunsko                          | Rusko                             | Spojené státy americké            |
| 2002    | Debrecín                          | Nekonalo se                       | Nekonalo se                       | Nekonalo se                       |
| MS 2003 | Anaheim                           | Spojené státy americké            | Rumunsko                          | Austrálie                         |
| 2005    | Melbourne                         | Nekonalo se                       | Nekonalo se                       | Nekonalo se                       |
| MS 2006 | Aarhus                            | Čína                              | Spojené státy americké            | Rusko                             |
| MS 2007 | Stuttgart                         | Spojené státy americké            | Čína                              | Rumunsko                          |
| 2009    | Londýn                            | Nekonalo se                       | Nekonalo se                       | Nekonalo se                       |
| MS 2010 | Rotterdam                         | Rusko                             | Spojené státy americké            | Čína                              |
| MS 2011 | Tokio                             | Spojené státy americké            | Rusko                             | Čína                              |
| 2013    | Antverpy                          | Nekonalo se                       | Nekonalo se                       | Nekonalo se                       |
| MS 2014 | Nan-ning                          | Spojené státy americké            | Čína                              | Rusko                             |
| MS 2015 | Glasgow                           | Spojené státy americké            | Čína                              | Velká Británie                    |
| MS 2017 | Montréal                          | Nekonalo se                       | Nekonalo se                       | Nekonalo se                       |
| MS 2018 | Dauhá                             | Spojené státy americké            | Rusko                             | Čína                              |
| MS 2019 | Stuttgart                         | Spojené státy americké            | Rusko                             | Itálie                            |
| MS 2021 | Kitakjúšú                         | Nekonalo se                       | Nekonalo se                       | Nekonalo se                       |
| MS 2022 | Liverpool                         | Spojené státy americké            | Spojené království                | Kanada                            |
| MS 2023 | Antverpy                          | Spojené státy americké            | Brazílie                          | Francie                           |
| MS 2025 | Jakarta                           | neznámá vlajka                    | neznámá vlajka                    | neznámá vlajka                    |